# Anni 1900

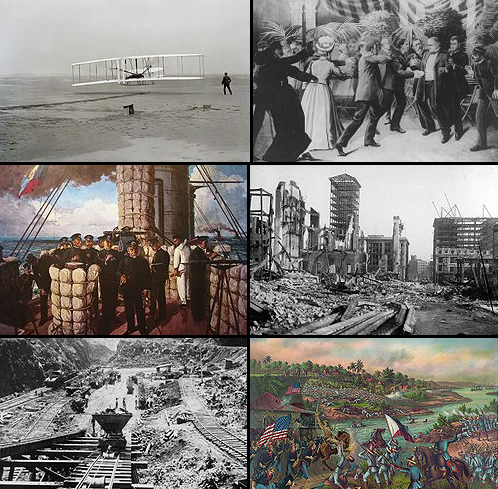
In ordine orario dall'alto a sinistra: il primo volo dei fratelli Wright (1903); l'assassinio di William McKinley (1901); le rovine di San Francisco dopo il terremoto del 1906; una battaglia della Guerra filippino-americana (1902); operai al lavoro nel Canale di Panama (1907); l'ammiraglio giapponese Tōgō Heihachirō sul ponte di comando della corazzata Mikasa nel 1906.

Gli anni 1900 sono il decennio che comprende gli anni dal 1900 al 1909 inclusi.

## Eventi, invenzioni e scoperte

### 1900
- Il 15 aprile apre l'Esposizione universale di Parigi
- Il 2 luglio vola il primo dirigibile moderno, lo Zeppelin.
- Il re d'Italia Umberto I viene assassinato dall'anarchico Gaetano Bresci in rappresaglia ai fatti di Milano di due anni prima. Gli succede al trono Vittorio Emanuele III.
- Viene fondata la Polisportiva S.S. Lazio.

### 1901
- Nasce ufficialmente il Commonwealth Australiano.
- La Nigeria diventa protettorato britannico.
- Il presidente William McKinley viene assassinato. Gli succede il vicepresidente Theodore Roosevelt.
- Viene stroncata la rivolta dei Boxer.
- Guglielmo Marconi riceve la prima trasmissione radio transatlantica in Canada.
- Muore la Regina Vittoria.

### 1902
- Si conclude la Seconda guerra boera con la vittoria sudafricana.

### 1903
- Il 17 dicembre i fratelli Wright compiono il primo volo su un aeroplano portato a termine con successo.

### 1904
- Scoppia la Guerra russo-giapponese.

### 1905
- Albert Einstein pubblica la teoria della relatività ristretta.
- Leo Baekeland crea la bachelite.
- Si conclude la Guerra russo-giapponese, per mediazione del Presidente degli Stati Uniti Theodore Roosevelt.
- Prima crisi marocchina (Crisi di Tangeri)

### 1906
- Il 18 aprile all'alba, la città di San Francisco viene semidistrutta da un terremoto e dal successivo incendio; le vittime accertate sono 667, migliaia i dispersi.
- A Milano nasce la prima organizzazione sindacale italiana dei lavoratori, denominata Confederazione Generale del Lavoro.

### 1907
- Robert Baden-Powell fonda lo scautismo.

### 1908
- 26 luglio: viene fondato l'FBI.
- 28 dicembre: un terremoto di magnitudo 7,1 colpisce le città di Reggio Calabria, di Messina e la zona circostante, provocando un successivo maremoto. Le vittime furono fra 90.000 e 120.000.

### 1909
- Il 20 febbraio sul quotidiano francese Le Figaro Filippo Tommaso Marinetti pubblica il Manifesto del futurismo.

## Società
- Aviazione
- Letteratura: Riviste letterarie

## Personaggi
- Filippo Tommaso Marinetti che pubblica nel "Le Figaro" un quotidiano francese il primo manifesto del futurismo